# Applegate Trail
La ruta [de] Applegate (también llamada en español senda, sendero, pista o camino)  (del inglés: Applegate Trail) fue una pista histórica de los Estados Unidos que discurría por tierras vírgenes a través de los actuales estados de IIdaho, Nevada, California y Oregón, y fue pensada originalmente como una ruta menos peligrosa para llegar al territorio de Oregón.
El 3 de agosto de 1992, la ruta Applegate se convirtió en un sendero histórico nacional (National Historic Trail) como parte del Sendero Histórico Nacional de California (California National Historic Trail). La sección de Nevada de la ruta es listada en el Registro Nacional de Lugares Históricos como ruta Applegate-Lassen (Applegate-Lassen Trail).

## Antecedentes
En 1843, parte de la familia Applegate de Misuri se encaminó hacia el Oeste a lo largo de la ruta de Oregón hacia el Territorio de Oregón. Los hermanos Charles, Jesse, y Lindsay llevaron a sus familias a lo largo de la pista y perdieron dos hijos en el viaje por el río Columbia. Las dificultades en el camino influyeron en la familia para decidir encontrar una forma más fácil y más segura para acceder al valle de Willamette.
En 1846, la Legislatura Provisional de Oregón permitió que los Applegate y otros trataran de encontrar una ruta más al sur hasta Oregón. El grupo comenzó la tarea el 25 de junio de 1846, con Jesse y Lindsay Applegate, David Goff, John Owen, B. F. Burch, W. Sportsman, Robert Smith, un señor Goodhue, J. Jones, B. Ausbuan, y Levi Scott empezando las tareas de exploración. Partiendo de La Creole, la partida pasó tres meses y medio realizando el reconocimiento de una ruta hasta Fort Hall en la actual Idaho. En ese lugar el Trail Applegate partió de la rama principal de la ruta de Oregón. En el viaje de regreso, el grupo llevó a unos 150 inmigrantes a lo largo de esta ruta del sur, que también será conocida como la carreta del Sur (South Road), camino Sur del Emigrante (South Emigrant Trail) o ruta Scott-Applegate (Scott-Applegate Trail).

## Ruta
Desde Fort Hall, la ruta se encaminaba hacia el sur siguiendo el río Humboldt antes de pasar por el desierto de Black Rock, en la actual Nevada. La pista entraba entonces en el norte de la actual California y pasaba por el lago Goose y luego por el lago Tule. Después de cruzar el río Lost, la ruta atravesaba a continuación la cuenca del río Klamath y la cordillera de las Cascadas por el sur del actual estado de Oregón. La ruta seguía luego el arroyo Keene hasta las montañas Siskiyou, desde donde seguía el ramal sur del río Rogue. Encaminándose hacia el norte, la ruta seguía el río Umpqua antes de cruzar las montañas Calapooya y entrar en el valle del Willamette por el sur.

## Historia posterior
El sendero se siguió utilizando y mejorando en los siguientes decenios después del viaje de la partida inicial que recorrió el sendero en sentido inverso. En 1848, cuando la noticia de la fiebre del oro de California alcanzó el valle de Willamette, muchos colonos abandonaron Oregón para ir a los campos de oro utilizando esta pista para alcanzar el norte de California. Entre ellos estaban Jesse y Lindsay Applegate.